# Selma to Montgomery National Historic Trail
Le Selma to Montgomery Trail est un sentier de randonnée américain entre Selma et Montgomery, en Alabama. Il est classé National Historic Trail depuis 1996.